# Крістен Андреас Фоннесбек
Крістен Андреас Фоннесбек (7 липня 1817 — 17 травня 1880) — данський політичний діяч, голова Ради з 1874 до 1875.